# Ferrocalamus strictus
Genre
Espèce
Synonymes
- Ferrocalamus rimosivaginus T.H.Wen[3]

Ferrocalamus strictus est une espèce de plantes monocotylédones de la famille des Poaceae,  sous-famille des Bambusoideae, originaire d'Asie tropicale. C'est l'unique espèce du genre Ferrocalamus (genre monotypique). Ce sont des bambous vivaces aux tiges dressées pouvant atteindre 9 mètres de haut.
L'espèce est endémique de la province du Yunnan (Chine).